# 後藤大
後藤 大（ごとう だい、1995年4月5日 - ）は、日本の俳優。千葉県出身。マリー社所属。
身長177cm。血液型は不明。

## 経歴
2016年、men'sユニット「one-make」に所属。
2017年、ミュージカル『テニスの王子様』3rdシーズンの仁王雅治 役で俳優デビュー。
2018年、「one-make」としてのライブ活動を休止。
2022年、オフィシャルサイト「GoToレジデンス」を開設。
2023年、『仮面ライダーギーツ』に五十鈴大智 / 仮面ライダーナッジスパロウ 役で出演。

## 人物
エキストラから芸能活動を始めた。
全員がエキストラ出身のmen'sユニットone-makeのメンバーの一人で「通行人が大舞台で歌う！」をコンセプトに2016年より始動。
趣味はダンスと絵を描くこと。
好きな映画は『ドラゴン・タトゥーの女』。

## 出演
太字は主演作品

### 映画
- いつまでも忘れないよ（2019年5月31日公開） - 藤田雅樹 役[4]
- 嘘の起源『絵掻きうた/ホワイト ライ』（2023年5月13日公開） - 「絵掻きうた」主演・薫 役[5]

### テレビドラマ
- 刑事7人（2015年、テレビ朝日）
- 仮面ライダーシリーズ（テレビ朝日）
  - 仮面ライダージオウ 第39・40話（2019年6月9日・23日） - 遠藤タクヤ / アナザー電王 役
  - 仮面ライダーギーツ 第17話 - 第49話（2023年1月8日 - 8月27日） - 五十鈴大智 / 仮面ライダーナッジスパロウ 役[6]
- 過保護な若旦那様の甘やかし婚（2024年5月24日 - 6月28日、毎日放送） - 雉真怜 役[7]
- 相棒 season23 第3話「楽園」（2024年10月30日、テレビ朝日） - 加藤大河 役

### オリジナルビデオ
- 仮面ライダーギーツ ジャマト・アウェイキング（2024年7月24日、東映ビデオ） - 五十鈴大智 役[8]

### テレビ番組
- ビットワールド（2019年4月19日 - 、NHK Eテレ） - ダイマーオ、小鬼、イケメン刑事、ゴトウ研究員 役[9][10][11]
- 夜な夜なプロジェクト（2024年8月9日、BSフジ）

### 舞台
- ミュージカル『テニスの王子様』3rdシーズン（2017年 - 2020年） - 仁王雅治 役[12]
  - 青学vs立海（2017年7月14日 - 10月1日、TOKYO DOME CITY HALL 他）
  - 青学vs比嘉（2017年12月21日 - 2018年2月18日、TOKYO DOME CITY HALL 他）
  - TEAM Party RIKKAI（2018年4月5日 - 8日、日本青年館ホール）
  - Dream Live 2018 （2018年5月5日・6日、神戸ワールド記念ホール / 5月19日・20日、横浜アリーナ）
  - テニミュ文化祭（2018年11月23日・24日、サンシャインシティ ワールドインポートマートビル４階 展示ホールA）
  - 全国大会 青学vs立海 前編（2019年7月11日 - 9月29日、TOKYO DOME CITY HALL 他）
  - 秋の大運動会 2019（2019年10月8日・9日、横浜アリーナ）
  - 全国大会 青学vs立海 後編（2019年12月19日 - 2020年2月16日、TOKYO DOME CITY HALL 他）
  - Thank-you Festival 2020（2020年2月26日 - 3月1日、カルッツかわさき ホール）※本人として登壇[13]
  - Dream Live 2020（2020年5月22日 - 24日、大阪城ホール / 5月29日 - 5月31日、ぴあアリーナMM）※新型コロナウイルス感染防止のため全公演中止[14]
- ひらがな男子（2018年7月20日 - 29日、AiiA 2.5 Theater Tokyo） - の 役[15]
- ピクとジョー 〜夏のエチュード祭りin代官山〜（2018年9月2日、シアター代官山） - ゲスト出演
- WBB vol.13『まわれ！無敵のマーダーケース！！』（2018年12月7日 - 16日、赤坂RED/THEATER） - 今北 役[16]
- 『仮面ライダー斬月』-鎧武外伝-（2019年3月9日 - 24日、日本青年館ホール / 3月28日 - 31日、京都劇場） - パイモン 役[17]
- 『弱虫ペダル』SPARE BIKE篇〜Heroes〜（2020年7月7日 - 19日、天王洲 銀河劇場 他） - 新開隼人 役 ※新型コロナウイルス感染防止のため全公演中止[18]
- birth（2020年10月10日 - 21日、よみうり大手町ホール） - マモル 役[19]
- HELI-Xシリーズ - シデン 役
  - HELI-X（2020年12月3日 - 13日、紀伊國屋サザンシアター TAKASHIMAYA 他）
  - HELI-X Ⅱアンモナイトシンドローム（2021年10月7日 - 17日、紀伊國屋サザンシアター TAKASHIMAYA）[20]
  - HELI-X III〜レディ・スピランセス〜（2022年6月3日 - 12日、サンシャイン劇場 他）[21]
- パタリロ！シリーズ - マライヒ 役
  - 〜霧のロンドンエアポート〜（2021年1月21日 - 31日、天王洲 銀河劇場）[22]
  - 〜ファントム〜（2022年9月、天王洲 銀河劇場 / サンケイホールブリーゼ）[23]
- ミュージカル『黒執事』〜寄宿学校の秘密〜（2021年3月5日 - 4月4日、天王洲 銀河劇場 他） - グレゴリー・バイオレット 役[24]
- Sanrio Kawaii ミュージカル『From Hello Kitty』（2021年9月14日 - 26日、IHIステージアラウンド東京） - 青年 / いちごの王さま 役（トリプルキャスト）[25]
- 『ヒプノシスマイク-Division Rap Battle-』Rule the Stage -track.5-（2022年1月7日 - 2月6日、メルパルクホール大阪 他） - 時空院丞武 役[26]
  - Rule the Stage -Rep LIVE side Rule the Stage Original- (2023年8月9日 - 13日、品川ステラボール)
  - Rule the Stage -Battle of Pride 2023-（2023年9月3日 - 10日、大阪城ホール 他）[27]
- ちびまる子ちゃん THE STAGE『はいすくーるでいず』（12月15日 - 25日、天王洲 銀河劇場） - 黒岩準 役[28]
- 特殊ミステリー歌劇『心霊探偵八雲』 - 主演・斉藤八雲 役
  - 特殊ミステリー歌劇『心霊探偵八雲』-思考のバイアス-（2023年3月2日 - 21日、Mixalive TOKYO Theater Mixa）[29]
  - 特殊ミステリー歌劇『心霊探偵八雲』-呪いの解法-（2024年2月21日 - 3月3日、品川プリンスホテル クラブeX）[30][31]
- 舞台『刀剣乱舞』 - 蜂須賀虎徹 役
  - 七周年感謝祭 -夢語刀宴會-（ゆめがたりかたなのうたげ） -（2023年8月4日 - 6日、幕張メッセ 幕張イベントホール） ※6日18時公演出演[32]
  - 士伝 真贋見極める眼（2025年7月6日 - 8月11日〈予定〉、日本青年館ホール 他）[33][34]
- BREAK FREE STARS（2023年10月23日 - 11月5日、IHIステージアラウンド東京） - ホーイチ 役[35][36]
- 演劇ドラフトグランプリ2023（2023年12月5日、日本武道館）[37]
- 朗読劇『コブクロ JUKE BOX reading musical ”FAMILY”』（2024年7月25日、紀伊國屋サザンシアターTAKASHIMAYA） - 日替わりキャスト
- 舞台『ハンドレッドノート〜暗闇に消えた月〜』（2024年10月11日、品川プリンスホテル クラブeX） - 日替わりゲスト[38]
- 東洋空想世界『blue egoist』（2024年11月17日 - 12月1日、THEATER MILANO-Za / 12月6日 - 8日、オリックス劇場）[39]
- ミュージカル『ワイルド・グレイ』（2025年1月8日 - 26日、新国立劇場 小劇場 / 2月14日 - 16日、森ノ宮ピロティホール / 2月22日、高崎芸術劇場 スタジオシアター） - アルフレッド・ダグラス 役[40][注 1]
- 舞台「サイボーグ009 -13番目の追跡者-」（2025年11月14日 - 24日、品川プリンスホテル ステラボール） - 0013 役[42]

### WEB CM
- ネスレ「この場所の香り」〜See you篇〜（2020年9月、YouTube） - 望月峯太 役[43]

### WEBドラマ
- キャストサイズチャンネル4周年記念ドラマ『Boys Don‘t Cry』（2018年6月27日） - 千太 役[44]
- 爆上戦隊ブンブンジャー formation lap 始末屋 オブ ギャラクシー（2025年7月13日） - アジロ 役[45]

### WEBアニメ
- ギーツエクストラ ギーツあにめ あなざーぐらんぷり（2023年12月24日 - 2024年3月17日、東映特撮ファンクラブ） - 五十鈴大智 役

### WEB番組
- キャストサイズニュース 第97回（2018年6月20日、ニコニコ生放送）[46]
- Gotoレジデンス（2020年7月 - 、ONSTAGE オンステージ）[47]
- キャストサイズチャンネル『大なり昇なりどうなんだい？？』（2020年7月30日 - 2022年3月25日、ニコニコ動画）[48]
- ミュージカル『テニスの王子様』Dream Stream（2020年11月15日 - 21日、SUPERLIVE by OPENREC） - 仁王雅治 役[49]
- 加藤大悟 公式チャンネル「A-ways Studio」（11月28日、ニコニコ生放送）第19回ゲスト

### イベント
- GoTo Residence Members-Only Event Vol.1（2022年10月15日、スペースYホール）
- GoTo Residence FAN EVENT Vol.2（2023年9月18日、ワテラスコモンホール）
- GoTo Residence FAN EVENT Vol.3（2024年9月21日、 OAGホール）

#### バースデーイベント
- 『後藤大』生誕祭!! one-makeとBBQバスツアー in 千葉（2019年4月14日）
- 後藤大バースデーオンライントークイベント2022（2022年4月5日）[50]
- 後藤大 30th BIRTHDAY EVENT（2025年5月10日）

#### カレンダー発売記念イベント
- 後藤大2018カレンダー発売記念イベント（2018年2月25日、スペースFS汐留）[51]
- 後藤大 2019 - 20 カレンダー発売記念イベント（2019年2月2日、大阪国際交流センター・小ホール / 2月3日、スペースFS汐留）[52]
- 後藤大 2020 - 21 カレンダー発売記念イベント（2020年3月14日、関交協ハーモニックホール）[53]
- 後藤大 2021カレンダー発売記念お渡し会（2021年4月11日）[54]
- 後藤大 カレンダー 2022 - 23 発売記念お渡し会（2022年3月6日・13日）[55]
- カレンダーお渡し会2023（2023年3月26日・4月2日）[56]
- 後藤大カレンダーお渡し会2024 （2024年3月10日・4月28日・5月4日、池袋サンシャインシティコンファレンスルーム/ブリーゼプラザ/博多バスターミナル）
- 後藤大カレンダーお渡し会2025（2025年3月30日・4月6日、新宿シアターモリエール・大阪梅田アプローズタワー）

#### その他出演イベント
- 後藤大・田鶴翔吾 VR発売記念イベント（2017年10月29日、東京 アイ・カフェAKIBA PLACE店）
- 田鶴翔吾 誕生祭!! BBQバスツアー!! （2018年6月3日）
- キャスト祭ズvol.3（2018年6月9日、晴海客船ターミナルホール）[57]
- one-make ワンマンライブ IN さいたま新都心『HEAVEN'S ROCK』（2018年8月5日、埼玉）[58]
- one-make ワンマンライブ IN 大阪 『am HALL』（2018年8月11日、大阪）
- 川﨑優作 バースデーイベント2018（2018年8月18日、代々木の森 リブロホール） - ゲスト出演[59]
- 『Boys don't Cry』アフタートークイベント（2018年10月14日、Zher the ZOO YOYOGI）[60]
- クリスマス「シャンメリーストアShibuya」（2019年11月29日 - 12月4日、渋谷ロフト） - チャリティアートボトル 参加アーティスト[61]
- one-make メモリアルイベント（2020年9月13日、YMCA青少年センター スペースYホール）
- 女子美祭 2022 後藤大＆井澤巧磨トークショー（2022年10月23日、女子美術大学・女子美術大学短期大学部　杉並キャンパス）
- 超英雄祭 KAMEN RIDER × SUPER SENTAI LIVE & SHOW 2023（2023年2月9日、横浜アリーナ）
- 「仮面ライダーギーツ ジャマト・アウェイキング」初日舞台挨拶（2024年3月8日）
- 「過保護な若旦那様の甘やかし婚」トークイベント（2024年5月23日、有楽町よみうりホール）
- 演劇ドラフトグランプリスピンオフ企画「品行方正」運命リバイバルディナーショー〜愛のシンクロードスイスイスラスラススス2024〜[62]（2024年7月12日、ヒルトン東京お台場）
- ACTORS☆LEAGUE in Dance 2024（2024年8月27日、有明アリーナ）
- blue egoist -the beginning-（2024年9月10日、歌舞伎町シネシティ広場）
- 刀剣乱舞 大本丸博 2025「桜ステージ」内　舞台「刀剣乱舞」 本丸ステージ（2025年1月18日、幕張メッセ）
- ネルケプランニング30th ANNIVERSARY『ネルフェス2024』後夜祭！（2025年1月22日、TOKYO DOME CITY HALL）
- ACTORS☆LEAGUE in Dance 2025（2025年8月26日〈予定〉、国立代々木競技場 第一体育館）[63]

#### ゴトウダイ名義
- 個展【蕾-tsubomi-】（2021年6月6日 - 6月9日、パレット柏）[64]
- デザインフェスタvol.55 （2022年5月21日、東京ビッグサイト）
- 個展「開花〜VIVI GALAXY〜」(2022年7月3日、OZ studio渋谷)[65]
- テレビ番組 『サンバリュ 一日バカンパニー』タイトルCG担当 （2022年7月10日）
- L.Period POPUP（2022年7月16日 - 7月18日、QUNQ ROOM）
- 個展『STAR MEMORY』（2023年1月16日 - 1月29日、＋ART GALLERY）
- 台湾 NOW YOU KNOW（2023年1月27日 - 2月12日、Whimsy works Gallery）
- ＋STA Exhibition（2023年1月30日 - 2月12日、＋ART GALLERY）
- etoototo…2023 -ART x MUSIC-展（2023年6月5日 - 6月11日、＋ART GALLERY）
- 香港 AFTERGLOW （2023年11月3日 -11月17日 、Ztory Teller）
- 個展『My Little Sun』（2023年11月6日 - 11月19日、＋ART GALLERY）[66]
- タリーズコーヒー下北沢店「DAI GOTO.展」（2024年4月24日 - 5月22日、タリーズコーヒー下北沢店）
- 2days個展 『おかえり』（2024年5月25日 - 5月26日、DDD ART 凪 下北沢）
- 『senti quartet』（2025年3月5日 -  3月11日、銀座アポロ昭和館YOHAKU）

### 玩具
- 仮面ライダーギーツ PREMIUM DXメモリアルモンスターレイズバックル（2024年8月、玩具ボイス）

## 作品

### キャラクターソング
| 発売日        | 商品名                       | 歌                 | 楽曲             | 備考                                         |
| ------------- | ---------------------------- | ------------------ | ---------------- | -------------------------------------------- |
| 2023年9月20日 | 仮面ライダーギーツ SONG BEST | ジャマーガーデンズ | 「Odds n’ Ends」 | 特撮テレビドラマ『仮面ライダーギーツ』関連曲 |

### ユニットメンバー
1. ↑  吾妻道長（杢代和人）、五十鈴大智（後藤大）、ベロバ（並木彩華）、アルキメデル（春海四方）